# Digitaria leucites
Digitaria leucites là một loài thực vật có hoa trong họ Hòa thảo. Loài này được (Trin.) Henrard mô tả khoa học đầu tiên năm 1930.